# Subatomární částice

Složená částice proton se skládá ze dvou kvarků u a jednoho kvarku d, což jsou elementární částice.

Subatomární částice je dříve používané označení skupiny částic menších než atom. Jejich studiem se zabývá fyzika částic.
Mezi subatomární částice patří například
- elektrony tvořící elektronový obal atomu
- nukleony tvořící atomové jádro
  - protony
  - neutrony

Pojem nebyl přesně vymezený, zpravidla se mezi ně počítaly pouze částice hmoty, tj.:
- baryony,
- mezony,
- leptony,

a z principu by sem patřily i nově objevené exotické
- tetrakvarky,
- pentakvarky,
- hexakvarky;

z částic polí se mezi ně zpravidla řadil foton.
Po prokázání kvarkové struktury hadronů se pak tato nižší hierarchická úroveň – kvarky – nazývala „subelementární“ částice.
Ve fyzice se dnes, kdy je známo víc o kvantové podstatě interakcí, označení „subatomární částice“ ani „subelementární částice“ příliš nepoužívá, častější je pojem elementární částice pro polní částice i částice hmoty obou hierarchických úrovní (i přes problematičnost přívlastku elementární pro částice složené z kvarků).
Používá se i pouhé zkrácené „částice“, když je z kontextu zřejmé, co se tím myslí.